# Patricia Reyes Rivera
Patricia Isaura Reis Rivera (Madrid, 22 de desembre de 1973) és una advocada i política  espanyola, actualment diputada al  Congrés per  Ciutadans i secretària quarta de la Mesa d'aquesta cambra.
Nascuda a Madrid i resident a Boadilla del Monte des 2005, Reyes és  llicenciada en Dret per la Universitat CEU San Pablo amb 1 màster en Urbanisme i Ordenació del Territori per aquesta mateixa universitat. És, a més, diplomada en Dret Processal i Dret Processal Penal. Ha desenvolupat la seva carrera professional assessorant a empreses i pledejant enfront d'empreses mercantils.
Afiliada a  Ciutadans des de 2014, al maig de 2015 va concórrer com a candidata a les  eleccions municipals resultant triada regidora a Boadilla del Monte ( Madrid).
Al juliol de 2015, va concórrer a les primàries per a la candidatura al Congrés dels Diputats per  Madrid en què va aconseguir el cinquè lloc, resultat elegit diputada al desembre de aquest mateix any, escó que va revalidar el juny de 2016, després de la repetició de les eleccions.
És especialista en lluita contra la violència de gènere, forma part dels grups de treball de Ciutadans en aquesta matèria i defensa la necessitat de dotar de més mitjans als ajuntaments perquè lluitin contra aquest problema i comptar amb professionals de la justícia per reformar les lleis.
El gener de 2017, amb la renovació del Comitè Executiu de la formació taronja, Reis va entrar a formar part de la directiva de  Ciutadans responsabilitzant-se de les àrees de dona i LGTBI.
L'abril de 2023 es va anunciar el seu fitxatge per a les llistes del Partit Popular per a les eleccions a l'Assemblea de Madrid de 2023 al número 20.